# Sherman (village, New York)
Pour les articles homonymes, voir Sherman.
Ne doit pas être confondu avec Sherman (New York).
Sherman est un village situé dans le comté de Chautauqua, dans l' État de New York, aux États-Unis. En 2020, il comptait une population de 681 habitants, estimée au 1er juillet 2021 à 677 habitants.

## Démographie
Lors du recensement de 2020, le village comptait une population de 681 habitants. Elle est estimée, en 2021, à 677 habitants.